# Mevo Modi‘im
Mevo Modi‘im (hebreiska: מבוא מודיעים) var en ort i Israel. Den ligger i den norra delen av landet. Mevo Modi‘im ligger 208 meter över havet och antalet invånare är 256.
Terrängen runt Mevo Modi‘im är platt åt sydväst, men åt nordost är den kuperad. Terrängen runt Mevo Modi‘im sluttar brant västerut.Runt Mevo Modi‘im är det tätbefolkat, med 411 invånare per kvadratkilometer. Närmaste större samhälle är Rishon LeẔiyyon, 19,1 km väster om Mevo Modi‘im. Trakten runt Mevo Modi‘im består till största delen av jordbruksmark.